# Tamaria fusca
Tamaria fusca is een zeester uit de familie Ophidiasteridae.
De wetenschappelijke naam van de soort werd in 1840 gepubliceerd door John Edward Gray.